# Félix de Burgondie
Vous lisez un « bon article » labellisé en 2024.
Pour les articles homonymes, voir Félix et Saint Félix.
Félix de Burgondie est un évêque missionnaire chrétien mort en 647 ou 648.
Originaire du royaume mérovingien de Bourgogne, Félix se rend en Angleterre et devient le premier évêque des Angles de l'Est en 630 ou 631. Son siège est situé à Dommoc, probablement l'actuelle Dunwich. Le chroniqueur Bède le Vénérable, qui est la principale source d'informations sur la carrière de Félix, rapporte qu'il joue un rôle primordial dans l'évangélisation du peuple anglo-saxon des Angles de l'Est, notamment en participant à la fondation d'une école pour l'enseignement du latin.
Félix meurt après avoir été évêque pendant dix-sept ans. Considéré comme saint, il est fêté le 8 mars. Ses reliques, d'abord conservées à Dommoc, sont transférées à l'abbaye de Soham avant d'aboutir à l'abbaye de Ramsey. Quelques églises lui sont dédiées en Angleterre, principalement en Est-Anglie, et la ville de Felixstowe lui doit son nom.

## Contexte

L'Est-Anglie au VIIe siècle, ainsi que les lieux associés à Félix et son culte.

L'Angleterre au tournant du VIIe siècle est occupée en grande partie par une série de royaumes anglo-saxons. Celui des Angles de l'Est s'étend sur la région à laquelle ils donnent leur nom, l'Est-Anglie, qui correspond aux comtés ultérieurs du Norfolk et du Suffolk, avec une partie du Cambridgeshire. Il entretient des relations commerciales avec l'Europe continentale et notamment les royaumes francs gouvernés par la dynastie des Mérovingiens.
Le christianisme arrive en Est-Anglie dans le premier quart du VIIe siècle, quelques années après l'arrivée de la mission grégorienne dans le royaume du Kent, mais sa progression ne se fait pas sans heurt : le roi Rædwald accepte le baptême, mais continue à pratiquer l'ancienne religion anglo-saxonne en parallèle, tandis que son fils et successeur chrétien Earpwald est assassiné en 627 ou 628 par Ricberht, un aristocrate païen.

## Biographie

### Origines
La principale source concernant la carrière de Félix est l'Histoire ecclésiastique du peuple anglais du moine northumbrien Bède le Vénérable, achevée en 731. Elle rapporte que Félix est natif du royaume franc de Bourgogne et que c'est là qu'il a été ordonné prêtre. Il pourrait être originaire de Luxeuil, de Châlons ou de la région d'Autun. Il est possible que Félix ait commencé sa carrière religieuse dans un des monastères fondés par le missionnaire irlandais Colomban, comme l'abbaye de Luxeuil. Colomban et son disciple Eustache encouragent l'aristocrate franque Fare à fonder l'abbaye de Faremoutiers vers 620. Plusieurs princesses de la dynastie des Wuffingas y deviennent religieuses, comme les abbesses Sæthryth et Æthelburh ; un lien entre Félix et les disciples de Colomban expliquerait cette relation privilégiée entre Faremoutiers et la famille royale est-anglienne.
Dans leur traduction de l'Histoire ecclésiastique du peuple anglais, Judith McClure et Roger Collins avancent l'hypothèse que Félix, qui est décrit comme évêque avant même son arrivée en Angleterre, soit la même personne que l'évêque de Châlons-en-Champagne actif vers 626-627. Ils suggèrent qu'il aurait pu être déposé et contraint à l'exil à la mort du roi Clotaire II, en 629. À l'inverse, l'envoi de Félix outre-Manche pourrait s'inscrire dans la même démarche que la mission d'Amand de Maastricht dans le nord de la Francie. Amand, disciple de Colomban, bénéficie du soutien de Dagobert Ier, fils de Clotaire qui règne sur la Bourgogne à partir de 629. Ce roi entretient également des relations avec le prince est-anglien Sigeberht, en exil chez les Mérovingiens depuis la mort d'Earpwald,.

### Évêque des Angles de l'Est

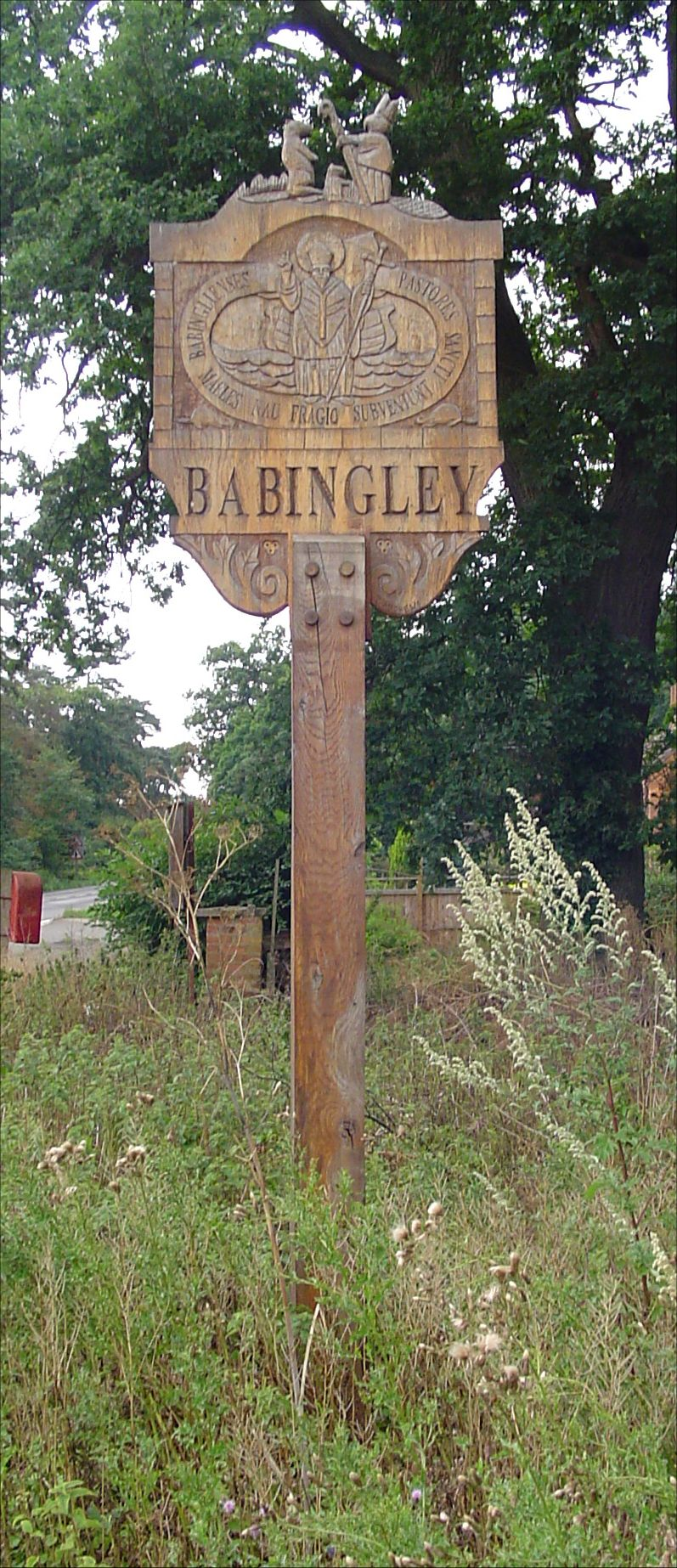
Le panneau du village de Babingley.

D'après Bède, Félix se rend auprès de Honorius, le cinquième archevêque de Cantorbéry, qui l'envoie prêcher auprès des Angles de l'Est. Ce peuple traverse une période troublée depuis l'assassinat de son roi Earpwald, survenu en 627 ou 628 en réaction à la christianisation de la région.
L'avènement de Sigeberht, en 630 ou 631, coïncide avec la nomination de Félix comme évêque et les deux événements sont vraisemblablement liés. Le chroniqueur Guillaume de Malmesbury, qui écrit après la conquête normande de l'Angleterre, affirme que Félix s'est lié d'amitié avec Sigeberht durant l'exil de celui-ci en Francie, et qu'il l'accompagne au moment de son retour en Est-Anglie, une affirmation reprise par le Liber Eliensis, une chronique du XIIe siècle. Une tradition locale veut que Félix ait débarqué à Babingley, dans le Norfolk. Le site de son débarquement, près de l'embouchure de la Babingley (en), correspondrait à l'emplacement de l'église médiévale de Babingley. Cette tradition affirme aussi que Félix, sauvé du naufrage par une colonie de castors, aurait nommé leur chef évêque, un récit fantaisiste commémoré sur le panneau du village de Babingley.
Le siège épiscopal de Félix est situé à Dommoc, une localité couramment identifiée à l'actuelle Dunwich, mais d'autres endroits du Suffolk ont été proposés par les historiens, en particulier Walton et Felixstowe,. Bède indique que Sigeberht fonde une école dans son royaume pour l'apprentissage des lettres latines et que Félix l'assiste en recrutant des enseignants ayant officié dans le royaume du Kent. Une tradition ultérieure dépourvue de fondement situe cette école à Soham, dans le Cambridgeshire. La jeune Église est-anglienne est renforcée par l'arrivée du missionnaire irlandais Fursy vers 633. Sigeberht lui offre des terres où établir un monastère à Cnobheresburg, sur l'emplacement d'un ancien fort romain.

### Mort et succession
Félix meurt à Dommoc en 647 ou 648, sous le règne d'Anna, après avoir occupé son siège épiscopal pendant dix-sept ans,. Pour lui succéder, l'archevêque Honorius ordonne un diacre nommé Thomas natif de la province des Gyrwas, dans l'ouest du royaume d'Est-Anglie,.

## Culte

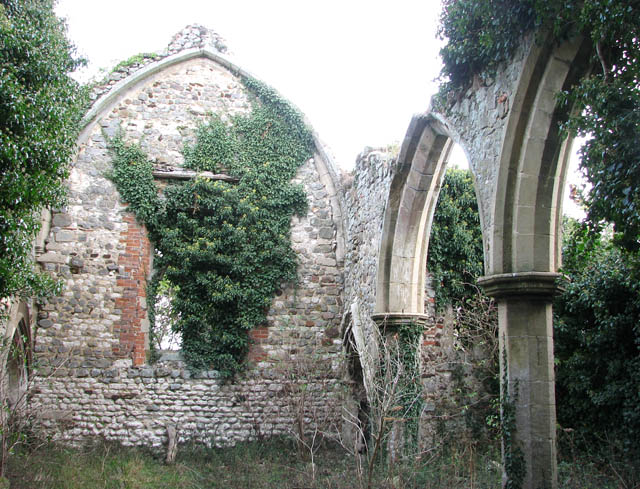
Les ruines de l'église Saint-Félix de Babingley.

Félix est d'abord inhumé à Dommoc avant que ses reliques soient transférées à l'abbaye de Soham où elles sont conservées jusqu'à la destruction de celle-ci par les Vikings. La chronique de l'abbaye de Ramsey rapporte comment, en 1026, un groupe de moines s'empare des reliques de Félix en traversant les Fens à bord d'une petite embarcation. Poursuivis par des moines rivaux de l'abbaye d'Ely, ils parviennent à leur échapper et à rentrer à Ramsey grâce à un brouillard épais qui s'abat soudain sur les marais,.
Félix apparaît comme saint dans des calendriers liturgiques des abbayes de Bury, Croyland et Ely du début du XIe siècle. Il est fêté le 8 mars par l'Église catholique et l'Église orthodoxe. Au sein de l'Église d'Angleterre, il est commémoré (en) le même jour. 
L'historien Tim Pestell dénombre six églises qui lui sont dédiées en Angleterre : deux dans le Yorkshire du Nord, à Felixkirk et Kirkby Ravensworth ; trois dans le Suffolk, à Hallowtree, Walton et Rumburgh ; et une dans le Norfolk, à Babingley, qui aurait été fondée par Félix lui-même d'après le Liber Albus de Bury St Edmunds, un document du XIIIe siècle. Le prieuré de Rumburgh (en), fondé vers le milieu du XIe siècle, présente une double dédicace à Félix et à l'archange Michel. La ville de Felixstowe, aussi dans le Suffolk, est nommée en son honneur ; il en va peut-être de même pour le village de Felixkirk,.

### Sources primaires
- Bède le Vénérable (trad. Philippe Delaveau), Histoire ecclésiastique du peuple anglais, Gallimard, coll. « L'Aube des peuples », 1995, 399 p. (ISBN 2-07-073015-8).
- (en) Bède le Vénérable (trad. Judith McClure et Roger Collins), The Ecclesiastical History of the English People, Oxford, Oxford University, 1999 (ISBN 978-0-19-283866-7).
- (en) Janet Fairweather (éd.), Liber Eliensis, Woodbridge, Boydell Press, 2005 (ISBN 1-84383-015-9, BNF 39278699, lire en ligne).
- (en) Guillaume de Malmesbury (trad. Michael Winterbottom), Gesta Pontificum Anglorum, The History of the English Bishops : Volume One, Text and Translation, Oxford, Clarendon Press, 2005 (ISBN 978-0-19-820770-2).

### Sources secondaires
- (en) Marios Costambeys, « Felix [St Felix] (d. 647/8) », dans Oxford Dictionary of National Biography, Oxford University Press, 2004 (lire en ligne ).
- (en) Anne Reiber DeWindt et Edwin Brezette DeWindt, Ramsey: The Lives of an English Fenland Town, 1200-1600, Washington, The Catholic University of America Press, 2006 (ISBN 978-0-8132-1424-5).
- (en) David Farmer, « Felix of Dunwich », dans The Oxford Dictionary of Saints, Oxford, Oxford University Press, 2011 (ISBN 9780191727764).
- (en) Jeremy Haslam, « Dommoc and Dunwich : A Reappraisal », Anglo-Saxon Studies in Archaeology and History, vol. 5, no 41,‎ 1992 (lire en ligne).
- (en) N. J. Higham, The Convert Kings: Power and Religious Affiliation in Early Anglo-Saxon England, Manchester, Manchester University Press, 1997 (ISBN 0-7190-4827-3).
- (en) Richard Hoggett, « The Early Christian Landscape of East Anglia », dans N. J. Higham et Martin Ryan (éd.), The Landscape Archaeology of Anglo-Saxon England, Woodbridge, Boydell & Brewer, 2010 (ISBN 978-1-84383-582-0).
- (en) Peter Hunter Blair, The World of Bede, Cambridge, Cambridge University Press, 1990 (ISBN 0-521-39819-3).
- (en) Simon Keynes, « Appendix II: Archbishops and Bishops, 597–1066 », dans Michael Lapidge, John Blair, Simon Keynes et Donald Scragg (éd.), The Wiley Blackwell Encyclopedia of Anglo-Saxon England, Wiley Blackwell, 2014, 2e éd. (ISBN 978-0-470-65632-7).
- (en) David King, « Medieval Art in Norfolk and the Continent: An Overview », dans David Bates et Robert Liddiard (éd.), East Anglia and Its North Sea World in the Middle Ages, Woodbridge, The Boydell Press, 2015 (ISBN 978-1-78327-036-1).
- (en) Tim Pestell, Landscapes of Monastic Foundation : The Establishment of Religious Houses in East Anglia circa 650-1200, Woodbridge, Boydell Press, coll. « Anglo-Saxon studies » (no 5), 2004 (ISBN 1-84383-062-0, ISSN 1475-2468, BNF 39235998, SUDOC 083558918, lire en ligne).
- (en) John Timpson, « From a Beaver to a Backhander: The Foundation of the Diocese of Norwich », dans Jim Wilson (éd.), 900 Years: Norwich Cathedral and Diocese, A Guide to the Past and the Present, Norwich, Jarrold Publishing, 1996 (ISBN 0-7117-0853-3).
- (en) A. F. Wareham et A. P. M. Wright, « Soham: Churches », dans A History of the County of Cambridge and the Isle of Ely: Volume 10, Cheveley, Flendish, Staine and Staploe Hundreds (North-Eastern Cambridgeshire), Londres, Victoria County History, 2002 (ISBN 978-0197227831, lire en ligne).
- (en) Peter Warner, The Origins of Suffolk, Manchester University Press, 1996 (ISBN 0-7190-3817-0).
- (en) Ian Wood, « The Franks and Sutton Hoo », dans Ian Wood et Niels Lund (éd.), People and Places in Northern Europe, 500–1600 : Essays in Honour of Peter Hayes Sawyer, Woodbridge, The Boydell Press, 1996 (ISBN 978-0-85115-547-0).
- (en) Barbara Yorke, Kings and Kingdoms of Early Anglo-Saxon England, Seaby, 1990 (ISBN 1-85264-027-8).